# Rib Hillis
Robert "Rib" Hillis, a właściwie Robert Duane Hillis (ur. 21 listopada 1970 roku w Suffern, w stanie Nowy Jork) – amerykański model i aktor telewizyjny i filmowy.

## Życiorys
Dorastał w Bostonie, w stanie Massachusetts, z rodzicami, dwiema siostrami i bratem. Swój pseudonim "Rib" otrzymał w trzeciej klasie szkoły podstawowej, gdy podczas występu z żabami korzystał z ich dźwięków. Na pierwszym roku studiów na Uniwersytet Stanu Colorado w Boulder został odkryty przez agenta modelingu. Po ukończenie studiów, podjął pracę w Paryżu, gdzie uczestniczył w kampaniach reklamowych światowej sławy projektantów mody takich jak Versace, Armani i wody kolońskiej "Cologne". Po powrocie do Stanów Zjednoczonych, w 1996 roku zamieszkał w Los Angeles i został zaangażowany do roli Jedsa w jednym z odcinków serialu Nocny patrol (Baywatch Nights, 1996), a także reklamował wyroby firmy "Braun". Następnie odtwarzał postać doktora Jake'a Marshaka w operze mydlanej ABC Szpital miejski (General Hospital, 1997-1998) i spin-off tego serialu Port Charles (1997-1998). Potem trafił do obsady seriali – Słoneczny patrol (Baywatch, 1999) i Anioł Ciemności (Angel, 1999). Na dużym ekranie pojawił się po raz pierwszy w komedii Sok Dżungli (Jungle Juice, 2001) u boku Roberta Wagnera i Rutgera Hauera.

### Życie prywatne
Jest żonaty z Melissą Blackler. Mają bliźniaki – Dane i Hannah Hillis (ur. w czerwcu 2003).

## Filmografia

### filmykinowe
- 2007: Taos jako John Wahlberg
- 2007: Propiedad ajena jako Matt Crossman
- 2005: Empathy jako Seth
- 2001: Zdaniem Spencera (According to Spencer) jako Nick
- 2001: Sok Dżungli (Jungle Juice)

### serialeTV
- 2007: CSI: Kryminalne Zagadki Miami (CSI: Miami) jako Brett Morrison
- 2006: Brzydula Betty (Ugly Betty) jako Sven
- 2004: Eve
- 2003: CSI: Kryminalne Zagadki Las Vegas (CSI: Crime Scene Investigation) jako Croix Richards
- 2001: Nagi patrol (Son of the Beach) jako Digger Gooseberry
- 2000: Bull jako Jeff
- 1999: Anioł Ciemności (Angel) jako Pierce
- 1999: Słoneczny patrol (Baywatch) jako Jake Barnes
- 1998: Clueless jako Brad
- 1997-1998: Szpital miejski (General Hospital) jako Dr Jake Marshak
- 1997-1998: Port Charles jako Dr Jacob 'Jake' Marshak
- 1996: Nocny patrol (Baywatch Nights) jako Jed